# 明興施泰因
明興施泰因（德語：Münchenstein）是瑞士北部巴塞尔乡村州阿勒斯海姆区的市镇，面積7.18平方公里，海拔高度295米，2018年人口12,096，其中信奉羅馬天主教和基督教的居民各佔三成。